# Szojuz TMA–10
A Szojuz TMA–10 a Szojuz–TMA orosz háromszemélyes szállító/mentőűrhajó űrrepülése volt 2007-ben. A 34. emberes repülés a Nemzetközi Űrállomásra (ISS).

## Küldetés
Hosszú távú cserelegénységet szállított az ISS fedélzetére. A tudományos és kísérleti feladatokon túl az űrhajók cseréje volt szükségszerű.

## Jellemzői
2007. április 7-én a Bajkonuri űrrepülőtér indítóállomásról egy Szojuz–FG juttatta Föld körüli, közeli körpályára. Több pályamódosítást követően április 9-én a Nemzetközi Űrállomást (ISS) automatikus vezérléssel megközelítette, majd sikeresen dokkolt. Az orbitális egység pályája 88,9 perces, az 51,7 fokos hajlásszögű, elliptikus pálya perigeuma 192 kilométer, apogeuma 237 kilométer volt.
Az időszakos karbantartó munkálatok mellett elvégezték az előírt kutatási, kísérleti és tudományos feladatokat. Fogadták a teherűrhajókat (M59, M60, M61), kirámolták a szállítmányokat, illetve bepakolták a keletkezett hulladékot.
2007. október 1-jén műszaki hiba miatt (a leszállást segítő giroszkóp téves adatot szolgáltatott) keményebb leszállás következett, az űrhajósok erőteljes gravitációs (9 g) terhelést kaptak (a normális 4g helyett). Arkalik (oroszul: Арқалық) városától hagyományos visszatéréssel, a tervezett leszállási körzettől mintegy 330 kilométerre délre ért Földet. Összesen 196 napot, 17 órát, 4 percet és 35 másodpercet töltött a világűrben. 3105 alkalommal kerülte meg a Földet.

## Személyzet

### Indításkor
- Oleg Valerjevics Kotov (1), parancsnok,  Oroszország
- Fjodor Nyikolajevics Jurcsihin (2), fedélzeti mérnök,  Oroszország
- Charles Simonyi, űrturista,  Magyarország/ Amerikai Egyesült Államok

### Leszálláskor
- Oleg Valerjevics Kotov (1), parancsnok,  Oroszország
- Fjodor Nyikolajevics Jurcsihin (2), fedélzeti mérnök,  Oroszország
- Sheikh Muszaphar Shukor (1), kutatóűrhajós,  Malajzia

### Tartalék személyzet
- Roman Jurjevics Romanyenko parancsnok  Oroszország
- Mihail Boriszovics Kornyienko fedélzeti mérnök  Oroszország

## Felkészülés
Simonyi több hónapos felkészítésen és számos vizsgán vett részt, ahol 60 szakértő előtt sikeresen bizonyította, hogy két társával képes megoldani a repülés alatt adódó esetleges problémákat. Simonyi az oroszországi felkészülés során meglátogatta az Enyergija vállalat ipari komplexumát és múzeumát, ahol az Ural–1 számítógép kiállított darabjával is találkozott. Ennek továbbfejlesztett változatán, az Ural–2 jelzésű gépen készítette el első komolyabb saját programját, mely egyik első lépése volt a sikeres számítástechnikai pálya irányába.
Néhány nappal a start előtt társaival együtt azt a hangárt is megtekintette, ahol űrhajójuk hordozórakétáját készítették elő a startra. A 40 méter magas Szojuz–FG hordozórakétát aztán április 5-én állították fel a starthelyen.

## Repülés
A Szojuz TMA–10 2007. április 7-én indult. 2007. április 9-én este, magyar idő szerint 21:10-kor sikeresen dokkolt a Nemzetközi Űrállomáson. Az orosz Zarja moduljának alsó részén csatlakozott az űrállomáshoz. A megközelítés teljes folyamata gyakorlatilag automatikus, miután az űrhajó 150 ± 50 m-es távolságban megközelítette az űrállomást.
A „második magyar űrhajós” teljes űrutazása 14 napig tartott. Az ISS-en Simonyi több mérést is végzett a mára magyar űrkutatási sikertörténetként elkönyvelt Pille nevű sugárzásmérő eszközzel. Április 12-én és április 13-án magyar rádióamatőrökkel és diákokkal váltott szót a Nemzetközi Űrállomáson lévő rádióamatőr-készülék segítségével.
Simonyi a Szojuz TMA–9 jelű űrhajóval tért vissza április 21-én. Társai az amerikai Michael López-Alegría és az orosz Mihail Tyurin, az ISS 14. személyzetének tagjai voltak.

## Külső hivatkozások
- Charles in Space
- Szojuz TMA–10. kursknet.ru. [2016. március 4-i dátummal az eredetiből archiválva]. (Hozzáférés: 2013. augusztus 14.)
- Szojuz TMA–10. spacefacts.de. (Hozzáférés: 2013. augusztus 14.)
- Szojuz TMA–10. sg.hu. (Hozzáférés: 2013. augusztus 14.)
- Szojuz TMA–10. lib.cas.cz. [2013. október 13-i dátummal az eredetiből archiválva]. (Hozzáférés: 2013. augusztus 14.)

| Elődje: Szojuz TMA–9 | Szojuz-program 2003–2010 | Utódja: Szojuz TMA–11 |